# Из истории отечественной философской мысли
«Из исто́рии оте́чественной филосо́фской мы́сли» — книжная серия, выпускаемая с 1989 года российским издательством «Правда» в качестве приложения к журналу «Вопросы философии».
- Из истории отечественной философской мысли, книги 1990 года

## Состав серии
- Аксаков И. С. Отчего так нелегко живется в России? — М., 2002
- Бакунин М. А. Философия. Социология. Политика. — М., 1989
- Бердяев Н. А. Философия свободы. Смысл творчества. — М., 1989
- Булгаков С. Н. Избранные статьи в двух томах. Том 1. — М., 1993
- Булгаков С. Н. Избранные статьи в двух томах. Том 2. — М., 1993
- Булгаков С. Н. Сочинения в двух томах. Том 1. — М., 1993
- Булгаков С. Н. Сочинения в двух томах. Том 2. — М., 1993
- Вехи. Из глубины. — М., 1991
- Гессен С. И. Избранные сочинения. — М., 1998
- Ильин И. А. Сочинения. Том 1. — М., 1993
- Ильин И. А. Сочинения. Том 2. — М., 1994
- Кавелин К. Д. Наш умственный строй. — М., 1989
- Кропоткин П. А. Хлеб и воля. Современная наука и анархия.. — М., 1990
- Лосев А. Ф. Из ранних произведений. — М., 1990
- Лосский Н. О. Избранное. — М., 1991
- Новгородцев П. И. Об общественном идеале. — М., 1991
- Писарев Д. И. Исторические эскизы. — М., 1989
- Потебня А. А. Слово и миф. — М., 1989
- Розанов В. В. Сочинения в двух томах. Том 1. Религия и культура. — М., 1990
- Розанов В. В. Сочинения в двух томах. Том 2. Уединенное. — М., 1990
- Самарин Ю. Ф. Избранные произведения. — М., 1996
- Соловьёв В. С. Сочинения в двух томах. Том 1. — М., 1989
- Соловьёв В. С. Сочинения в двух томах. Том 2. — М., 1989
- Степун Ф. А. Сочинения. — М., 2000
- Ткачёв П. Н. Кладези мудрости российских философов. — М., 1990
- Трубецкой Е. Н. Миросозерцание В. С. Соловьёва. В двух томах. Том 1. — М., 1995
- Трубецкой Е. Н. Миросозерцание В. С. Соловьёва. В двух томах. Том 2. — М., 1995
- Флоренский П. А. Сочинения в двух томах. Том 1. Часть 1. Столп и утверждение истины. — М., 1990
- Флоренский П. А. Сочинения в двух томах. Том 1. Часть 2. Столп и утверждение истины. — М., 1990
- Флоренский П. А. Сочинения в двух томах. Том 2. У водоразделов мысли. — М., 1990
- Франк С. Л. Сочинения. — М., 1990
- Хомяков А. С. Сочинения в двух томах. Том 1. Работы по историософии. — М., 1994
- Хомяков А. С. Сочинения в двух томах. Том 2. Работы по богословию. — М., 1994
- Чаадаев П. Я. Сочинения. — М., 1989
- Шпет Г. Г. Сочинения. — М., 1989
- Шестов Л. И.. Сочинения в двух томах. Том 1. Власть ключей. — М., 1993
- Шестов Л. И. Сочинения в двух томах. Том 2. На весах Иова (Странствования по душам). — М., 1993
- Эрн В. Ф. Сочинения. — М., 1991
- Юркевич П. Д. Философские произведения. — М., 1990